# Heliomantis elegans
Heliomantis elegans är en bönsyrseart som beskrevs av Navás 1904. Heliomantis elegans ingår i släktet Heliomantis och familjen Hymenopodidae. Inga underarter finns listade i Catalogue of Life.